# Cobh Ramblers Football Club
Maillots
Actualités
Cobh Ramblers Football Club (CRFC) est un club irlandais de football basé à Cobh à côté de Cork. Le club a été fondé en 1922 et a commencé à jouer le championnat d’Irlande à partir de 1985. Les couleurs du club sont le grenat et le bleu.

## Histoire
Les Ramblers sont à l’origine un club de hockey sur gazon essentiellement fréquenté par les soldats britanniques en garnison à Cobh. Après l’indépendance de l’Irlande, le club se transforme et devient un club de football.
De nos jours le club joue dans le championnat d'Irlande de football alternativement en Premier Division ou en First Division, en fonction des fortunes diverses de l’équipe première. Le club souffre beaucoup de la proximité de Cork et donc de la très grande concurrence qui lui est faite par le club beaucoup plus prestigieux de Cork City FC.
Le club est apparu pour la première fois à la télévision pour une diffusion intégrale d’un match en direct le 10 novembre 2006 à l’occasion d’un match contre Galway United.
Le club peut s’enorgueillir d’avoir accueilli en son sein l'un des plus importants joueur de football du pays, Roy Keane.
En 2023, Cobh Ramblers annonce une restructuration de son stade, St Colman's Park. Ces travaux consistent dans le remplacement du terrain par l'installation d'un nouveau gazon synthétique, le remplacement de l'éclairage par des LED et de divers travaux dans les tribunes. De ce fait l'équipe jouera ses premiers matchs de la saison 2024 à Cork au Turner's Cross.

## Palmarès
- Championnat d'Irlande
  - First Division (D2) : 2007